# Coppa del Mondo di skeleton 2010
La Coppa del Mondo di skeleton 2009/10, ventiquattresima edizione della manifestazione organizzata dalla Federazione Internazionale di Bob e Skeleton, è iniziata il 12 novembre 2009 a Park City, negli Stati Uniti d'America e si è conclusa il 23 gennaio 2010 ad Igls, in Austria. Furono disputate sedici gare: otto per quanto concerne gli uomini, altrettante per le donne e due a squadre miste in otto località diverse.
Questa Coppa del Mondo si è svolta come di consueto in parallelo alla Coppa del Mondo di bob.
Nel corso della stagione si tennero anche i XXI Giochi olimpici invernali di Vancouver 2010, in Canada, competizioni non valide ai fini della Coppa del Mondo, mentre la tappa finale di Igls assegnò anche i titoli europei.
Vincitori delle coppe di cristallo, trofeo conferito ai vincitori del circuito, furono il lettone Martins Dukurs per gli uomini, alla sua prima affermazione nel massimo circuito mondiale, e la canadese Mellisa Hollingsworth per le donne, al suo secondo titolo dopo quello conquistato nella stagione 2005/06

## Risultati

### Uomini
| Data             | Località             | Primi classificati        | Secondi classificati        | Terzi classificati          |
| ---------------- | -------------------- | ------------------------- | --------------------------- | --------------------------- |
| 12 novembre 2009 | Park City            | Martins Dukurs Lettonia   | Sandro Stielicke Germania   | Kristan Bromley Regno Unito |
| 20 novembre 2009 | Lake Placid          | Frank Rommel Germania     | Sandro Stielicke Germania   | Martins Dukurs Lettonia     |
| 4 dicembre 2009  | Cesana Torinese      | Jon Montgomery Canada     | Martins Dukurs Lettonia     | Jeff Pain Canada            |
| 11 dicembre 2009 | Winterberg           | Martins Dukurs Lettonia   | Frank Rommel Germania       | Aleksandr Tret'jakov Russia |
| 18 dicembre 2009 | Altenberg            | Michi Halilovic Germania  | Aleksandr Tret'jakov Russia | Frank Rommel Germania       |
| 8 gennaio 2010   | Schönau am Königssee | Martins Dukurs Lettonia   | Sandro Stielicke Germania   | Frank Rommel Germania       |
| 15 gennaio 2010  | Sankt Moritz         | Eric Bernotas Stati Uniti | Kristan Bromley Regno Unito | Martins Dukurs Lettonia     |
| 23 gennaio 2010  | Igls                 | Martins Dukurs Lettonia   | Frank Rommel Germania       | Aleksandr Tret'jakov Russia |

### Donne
| Data             | Località             | Prime classificate           | Seconde classificate         | Terze classificate           |
| ---------------- | -------------------- | ---------------------------- | ---------------------------- | ---------------------------- |
| 12 novembre 2009 | Park City            | Anja Huber Germania          | Amy Gough Canada             | Mellisa Hollingsworth Canada |
| 20 novembre 2009 | Lake Placid          | Mellisa Hollingsworth Canada | Shelley Rudman Regno Unito   | Marion Trott Germania        |
| 4 dicembre 2009  | Cesana Torinese      | Shelley Rudman Regno Unito   | Marion Trott Germania        | Mellisa Hollingsworth Canada |
| 11 dicembre 2009 | Winterberg           | Kerstin Szymkowiak Germania  | Mellisa Hollingsworth Canada | Svetlana Trunova Russia      |
| 18 dicembre 2009 | Altenberg            | Kerstin Szymkowiak Germania  | Marion Trott Germania        | Anja Huber Germania          |
| 8 gennaio 2010   | Schönau am Königssee | Mellisa Hollingsworth Canada | Kerstin Szymkowiak Germania  | Shelley Rudman Regno Unito   |
| 15 gennaio 2010  | Sankt Moritz         | Shelley Rudman Regno Unito   | Mellisa Hollingsworth Canada | Kerstin Szymkowiak Germania  |
| 22 gennaio 2010  | Igls                 | Anja Huber Germania          | Kerstin Szymkowiak Germania  | Mellisa Hollingsworth Canada |

### A squadre
| Data             | Località             | Prima classificata                                                                            | Seconda classificata                                                                      | Terza classificata                                                                                      |
| ---------------- | -------------------- | --------------------------------------------------------------------------------------------- | ----------------------------------------------------------------------------------------- | --- |
| 22 novembre 2009 | Lake Placid          | Germania Frank Rommel Sandra Kiriasis Berit Wiacker Marion Thees Thomas Florschütz Marc Kühne | Stati Uniti Eric Bernotas Erin Pac Jamie Greubel Noelle Pikus-Pace John Napier T.J. Burns | Canada Jon Montgomery Kaillie Humphries Amanda Moreley Mellisa Hollingsworth Lyndon Rush Neville Wright |
| 10 gennaio 2010  | Schönau am Königssee | Germania Frank Rommel Sandra Kiriasis Anja Winter Marion Thees Karl Angerer Andreas Udvari    | Stati Uniti Zach Lund Erin Pac Michelle Howe Katie Uhlaender Steven Holcomb Hoy Thurman   | Stati Uniti Eric Bernotas Bree Schaaf Ingrid Marcum Noelle Pikus-Pace John Napier T.J. Burns            |

## Classifiche

### Uomini
| Pos. | Nome pilota          | Nazione     | PKC | LAK | CES | WIN | ALT | KÖN | STM | IGL | Punti |
| ---- | -------------------- | ----------- | --- | --- | --- | --- | --- | --- | --- | --- | ----- |
| 1    | Martins Dukurs       | Lettonia    | 1   | 3   | 2   | 1   | 5   | 1   | 3   | 1   | 1694  |
| 2    | Frank Rommel         | Germania    | 4   | 1   | 5   | 2   | 3   | 3   | 24  | 2   | 1466  |
| 3    | Sandro Stielicke     | Germania    | 2   | 2   | 5   | 8   | 12  | 2   | 7   | 7   | 1438  |
| 4    | Tomass Dukurs        | Lettonia    | 12  | 4   | 7   | 4   | 6   | 7   | 11  | 4   | 1352  |
| 5    | Jon Montgomery       | Canada      | 9   | 12  | 1   | 12  | 7   | 6   | 5   | 5   | 1345  |
| 6    | Kristan Bromley      | Regno Unito | 3   | 9   | 16  | 6   | 13  | 4   | 2   | 8   | 1306  |
| 7    | Michi Halilovic      | Germania    | 9   | 6   | 13  | 5   | 1   | 5   | 17  | 6   | 1305  |
| 8    | Aleksandr Tret'jakov | Russia      | 11  | 7   | 15  | 3   | 2   | 12  | 9   | 3   | 1298  |
| 9    | Eric Bernotas        | Stati Uniti | 6   | 5   | 9   | 7   | 14  | 13  | 1   | 13  | 1257  |
| 10   | Jeff Pain            | Canada      | 7   | 13  | 3   | 9   | 4   | 8   | 18  | 11  | 1216  |

### Donne
| Pos. | Nome pilota           | Nazione     | PKC | LAK | CES | WIN | ALT | KÖN | STM | IGL | Punti |
| ---- | --------------------- | ----------- | --- | --- | --- | --- | --- | --- | --- | --- | ----- |
| 1    | Mellisa Hollingsworth | Canada      | 3   | 1   | 3   | 2   | 6   | 1   | 2   | 3   | 1646  |
| 2    | Shelley Rudman        | Regno Unito | 4   | 2   | 1   | 4   | 7   | 3   | 1   | 4   | 1604  |
| 3    | Kerstin Szymkowiak    | Germania    | 10  | 7   | 4   | 1   | 1   | 2   | 3   | 2   | 1574  |
| 4    | Marion Trott          | Germania    | 11  | 3   | 2   | 6   | 2   | 4   | 7   | 6   | 1468  |
| 5    | Amy Williams          | Regno Unito | 6   | 4   | 10  | 10  | 4   | 12  | 4   | 10  | 1312  |
| 6    | Noelle Pikus-Pace     | Stati Uniti | 13  | 5   | 6   | 8   | 9   | 6   | 8   | 5   | 1312  |
| 7    | Katie Uhlaender       | Stati Uniti | 7   | 12  | 5   | 12  | 13  | 7   | 6   | 8   | 1232  |
| 8    | Maya Pedersen         | Svizzera    | 9   | 16  | 9   | 9   | 5   | 11  | 9   | 12  | 1152  |
| 9    | Svetlana Trunova      | Russia      | 15  | 15  | 12  | 3   | 15  | 8   | 16  | 7   | 1064  |
| 10   | Emma Lincoln-Smith    | Australia   | 8   | 10  | 8   | 25  | 12  | 10  | 12  | 7   | 992   |